# Malanca
La Malanca è stata una casa motociclistica italiana, attiva a Bologna dal 1956 al 1986.

## Storia

### Dalla fondazione agli anni Settanta
Il fondatore Mario Malanca inizia la sua avventura imprenditoriale nel mondo della meccanica producendo nella sua officina di Bologna parti meccaniche e mozzi per ruote di motociclette. In seguito l'Officina Malanca si specializza anche nell'assemblaggio di motocicli debuttando nel 1956 con il primo modello.
In seguito la produzione assunse carattere industriale con la realizzazione di modelli diversificati venduti su scala nazionale e internazionale, il marchio bolognese sbarcò anche in America e in Asia. Inizialmente utilizzava propulsori forniti dalla Franco Morini, ma nel corso degli anni sessanta entrarono in produzione, in un nuovo reparto della fabbrica, motori interamente prodotti e assemblati in proprio.
Nel corso degli anni sessanta, Malanca lancia il "Testa Rossa" che usufruisce del cambio di propulsore.

### Il progressivo declino
Mario Malanca intuisce presto le potenzialità offerte dal mercato dei 125 cm³; nel 1973 presenta al salone di Parigi la sua prima bicilindrica di tale cilindrata il cui propulsore, con poche varianti, resterà lo stesso fino alla chiusura dell'azienda. Mentre il nuovo modello arriva nei concessionari, nel 1974 un incendio distrugge il capannone e gli impianti.
Nel 1976 presenta la turistica E2C ispirata al primo modello del 1974 e un'inedita versione sportiva chiamata E2C Sport, alimentato da due carburatori da 22mm a vaschetta centrale. Nello stesso periodo, viene lanciato il primo 150 cm³: la E2C 150.
Nel 1978 il figlio di Mario Malanca, Marco, prese le redini della fabbrica bolognese che diventò la Malanca Motori S.p.A. in seguito alla quotazione in borsa. La produzione fu focalizzata su modelli sportivi 125 cm³ che ricalcavano le moto protagoniste delle corse su strada, montavano potenti bicilindrici in linea con raffreddamento ad acqua ed erano equipaggiati di un impianto frenante a doppio disco anteriore.
È del 1979 il lancio della GTI125, mentre nel 1980 viene presentata la GTI 80
Nel frattempo l'azienda ha trasferito gli stabilimenti in un impianto completamente nuovo, di 6000 metri quadrati, situato a Pontecchio Marconi. Nel 1981, al Salone di Milano, Malanca presenta l'OB One (OB sta per Otello Buscherini, il pilota della Malanca morto nel 1976 al Mugello nella gara delle 250 cm³ su una Yamaha) di 125 cm³ che, modificato nel 1984, verrà sdoppiato nelle versioni turistica e sportiva. Quest'ultima (OB One Racing) sarà fra i modelli più veloci dell'epoca per la sua categoria.
È difficile stilare una scheda tecnica dei vari modelli poiché Malanca, fedele all'impronta artigianale che la connaturava, presentava prototipi e stampava cataloghi con differenze anche notevoli rispetto ai modelli presentati nei saloni sottoposti a continui aggiornamenti.
Nel 1985 lancia il suo modello da enduro, denominato Mark 125.
Gli anni Ottanta, però, se vedono il successo dei 125, portano ad un crollo nelle vendite dei 50 cm³ (il settore nel quale la ricerca e sviluppo dell'azienda aveva maggiormente investito).
Nel 1986 l'azienda decide pertanto di chiudere. Il marchio è tuttora di proprietà di Marco Malanca. I capannoni dell'azienda sono stati affittati per altre attività.

### Il settore agonistico
Nel 1968 il marchio bolognese fece il suo esordio nel mondo delle corse con l'ingaggio di due famosi piloti: Walter Villa e Otello Buscherini. In 5 anni la scuderia Malanca conquistò sei Campionati Italiani Marche nelle classi 50 e 60; il 15 luglio 1973 a Brno in occasione del Gran Premio motociclistico di Cecoslovacchia 1973 e il 29 luglio di quello stesso anno ad Imatra nel Gran Premio motociclistico di Finlandia 1973 con in sella Buscherini conquistò due storiche vittorie nel campionato mondiale classe 125.
Ritiratasi dalle competizioni a causa della morte del pilota romagnolo avvenuta nel 1976, la Malanca ritornerà alle corse saltuariamente: nel 1978 con i colori della JPS per la E2CS (John Player Special Lotus) e nel 1985, partecipando (con scarsa fortuna) al campionato mondiale classe 250 con il pilota Stefano Caracchi.

## Modelli prodotti

### Ciclomotori

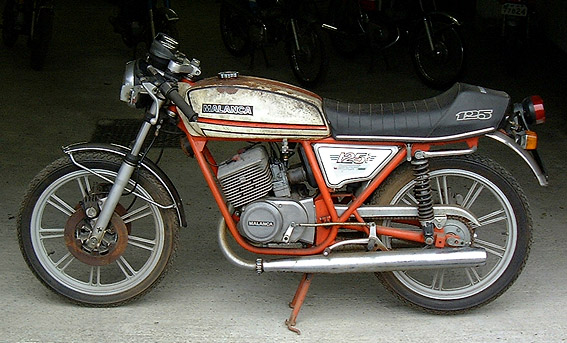
Malanca 125 Sport

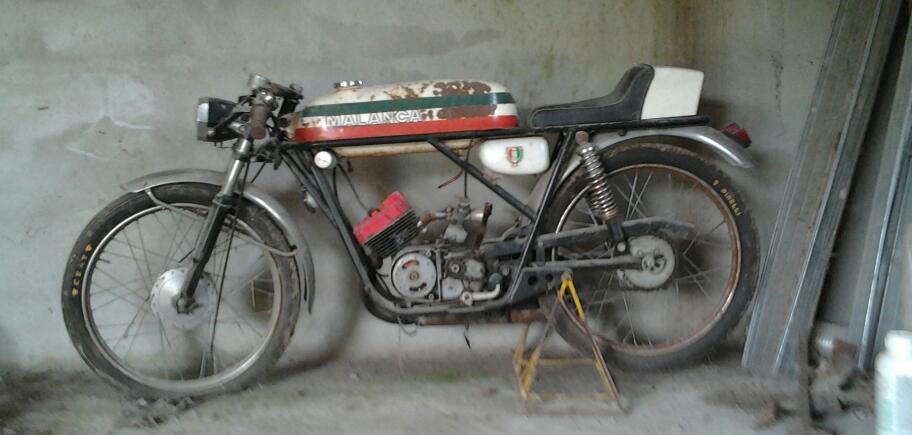
Il Malanca Testa Rossa

- Big
- Caribù 5M
- Competizione 4M
- Country 4/5M
- Cross 3M
- Lord
- Sport
- GTS 5V 50
- Leoncino 3/4M
- Mascotte 50 B
- Mini 2/Z
- ST54 5M
- NicKi Sport
- Testa Rossa
- Tigre
- Tigrotto
- Velomax
- Vispetta
- Modette
- Multimatic
- Turismo tubo
- Sprint 4 M.
- Comfort 3 M.
- ETR 50
- Due Più 2 m automatico

### Motocicli
- E2C 125
- E2CS 125 (Sport)
- E2C Scrambler 125
- 150 GT
- GTI 80 (125 cc)
- OB One 125 6V/6V racing
- Mark 125
- OB One H2o 125